# Sail Away (musikalbum)
Sail Away är ett musikalbum av Randy Newman lanserat i maj 1972 på Reprise Records. Flera av låtarna på skivan hade tidigare spelats in av andra artister, mest notabelt Alan Price Set som 1967 haft en brittisk hitsingel med "Simon Smith and the Amazing Dancing Bear". Låten "Lonely at the Top" skrevs specifikt för Frank Sinatra, men han tackade nej till att spela in den. Albumets titelspår, en ironisk låt om slaveri, har senare spelats in av bland andra Harry Nilsson, Bobby Darin och Linda Ronstadt. 
Rolling Stone tog med albumet i sin lista The 500 Greatest Albums of All Time.

## Låtlista
(alla låtar komponerade av Randy Newman)
1. "Sail Away" - 2:56
2. "Lonely at the Top" - 2:32
3. "He Gives Us All His Love" - 1:53
4. "Last Night I Had a Dream" - 3:01
5. "Simon Smith and the Amazing Dancing Bear" - 2:00
6. "Old Man" - 2:42
7. "Political Science" - 2:00
8. "Burn On" - 2:33
9. "Memo to My Son" - 1:56
10. "Dayton, Ohio - 1903" - 1:47
11. "You Can Leave Your Hat On" - 3:18
12. "God's Song (That's Why I Love Mankind)" - 3:36

## Listplaceringar
- Billboard 200, USA: #163[3]